# Либурнија
Либурнија је назив за подручје које је насељавала древна илирска племена, која су се називала једним именом Либурни. Област се простирала дуж сјевероисточне обале Јадранског мора, на подручју данашње Хрватске. Археолози су дефинисали регион материјалне културе Либурна у сјеверној Далмацији, Кварнеру и источној Истри.

## Класична Либурнија
Либурнијска културна група се развила на крају бронзаног доба на приморју и на бројним острвима Јадранског мора. Њене континенталне границе биле су обиљежене ријекама Рашом, Зрмањом и Крком те планинама: Учком, Велебитом и врховима Горског Котара. Либурнијска култура имала јасне карактеристике и разликовала се знатно од оних њених сусједа, што је резултат географске изолације овог подручја. Либурни су били вјешти поморци, што им је омогућило повезивање са острвима Хваром и Ластовом у централном Јадрану, али и Крфом (8. вијек пне) у Јонском мору, а имали су своје колоније и на западној обали Јадранског мора. Либурни су имали надмоћ над острвима јадранског архипелага (Хвар, Брач, Вис, Ластово, итд) чиме су остварили контролу над пловним путевима према југу. У 6. вијеку п. н. е. њихова доминација јадранским обалама почела је да се смањује. Они су изгубили своје трговачке колоније на Апенинском полуострву након инвазије Умбра и Гала. У 5. вијеку п. н. е. грчка колонизација је захватила острва средњег Јадрана, одакле су Либурни постепено потискивани. Либурни су своју територију у 4. вијеку п. н. е. проширили према сјеверу, на Кварнерски архипелаг и источну обалу Истре, којима су прије њих владали Јаподи.

## Римска Либурнија
Либурни изгубили своју слободу и Либурнија постала дио римске провинције Далмације у 1. вијеку п. н. е. На ријеци Крки је основан римски војни логор. Либурнијска поморска традиција је остала очувана, али је прилагођена трговини у новим околностима. То је допринијело економском и културном процвату либурнијских лука и градова. Упркос присутном процесу романизације, који је посебно погодио неке од већих градова, у Либурнији су остали сачувани обичаји, култови, типични погребни споменици (Либурнијски кипови), имена итд.
Либурнски бродови допринели су Октавијановој победи у Битки код Акцијума; Били су мали и брзи.

## Градови
Значајни градови Либурније су: 
- Албона (н. такође Албона)
- Коринијум (н. Карин),
- Сениа (сада Сењ),
- Скардона
- Тарсатица - савремени Трсат и дио Ријеке,
- Фланона (н. Фианона),
- Енона (Аенона; н. Нона),
- Јадер (Иадер; сада Задар)

## Средњовијековна Либурнија
Након пада Римског царства Либурнијом и Далмацијом су владали Остроготи, чија владавина је трајала шест деценија. 